# Едді Шоу
Е́дді Л. Шо́у (англ. Eddie L. Shaw; 20 березня 1937, Стрінгтаун, Міссісіпі) — американський блюзовий тенор-саксофоніст і автор пісень. Працював з Гауліном Вулфом.

## Біографія
Едді Л. Шоу народився 20 березня 1937 року в Стрінгтауні, Міссісіпі. Дитинство провів у сусідньому Грінвіллі, Міссісіпі, де його друзями були майбутні чиказькі блюзові музиканти: Літтл Мілтон Кемпбелл, Лефт-Хенд Френк Крейг, Джонні «Біг Мус» Вокер і Л. В. Бенкс. У віці 14 років грав у комбо Айка Тернера у Грінвіллі. Едді і його товариш Олівер Сейн разом закінчили середнью школу Коулмена. У 1957 році виступив разом з гуртом Мадді Вотерса в Ітта-Бені, Міссісіпі. Вотерс найняв саксофоніста виступати у складі свого гурту і Шоу переїхав до Чикаго.
Записувався з Гауліном Вулфом (1965–1967) на Chess. У Чикаго також працював акомпаніатором з такими музикантами, як Фредді Кінг, Отіс Раш і Меджик Сем. У 1966 році взяв участь у сесії Сема, під час якої, Шоу записав власну інструментальну композицію «Blues for the West Side» (включена Delmark до антології Sweet Home Chicago), яка вийшла синглом на Colt Records. У 1968 році грав на альбомі Сема Black Magic на Delmark. Окрім цього, Шоу писав пісні для Вулфа, Віллі Діксона, Меджика Сема і Ендрю Макмейгона, а також займався аранжуванням сесій Вульфа і Вотерса.
Грав з Вулфом до його смерті у 1976 році. Наприкінці 1970-х розпочав сольну кар'єру, записавши матеріал для антології Alligator під назвою Living Chicago Blues, Vol. 1 (з гітаристом Г'юбертом Самліном), пізніше випустив власні платівки King of the Road (1986) і In the Land of the Crossroads (1992) на Rooster Blues, а також Home Alone на австрійському лейблі Wolf. Володів клубом 815 Club на Вест-Рузвельт-роуд (яке було одним з найулюбленіших місць Вулфа).
В 2011 році мешкав у Чикаго, Іллінойс. У 2014 році був включений до Зали слави блюзу. Його син Стен Шоу став актором.

## Дискографія

### Альбоми
- Living Chicago Blues, Vol. 1 (Alligator, 1978)
- Movin' and Groovin' Man (Evidence, 1982)
- King of the Road (Rooster Blues, 1986)
- In the Land of the Crossroads (Rooster Blues, 1992)
- Trail of Tears (Wolf, 1994)
- Home Alone (Wolf, 1995)
- The Blues Is Nothing But Good News! (Wolf, 1996)
- Can't Stop Now (Delmark, 1997)
- Too Many Highways (Wolf, 1999)

### Сингли
- «Riding High»/«Blues for the West Side» (Colt, 1966)